# Coppa Nordamericana di skeleton 2009
La Coppa Nordamericana di skeleton 2009 è stata la nona edizione del circuito continentale nordamericano di skeleton, manifestazione organizzata dalla Federazione Internazionale di Bob e Skeleton; è iniziata il 31 ottobre 2008 a Park City, negli Stati Uniti, e si è conclusa il 3 aprile 2009 a Lake Placid, sempre negli Stati Uniti. Si sono disputate sedici gare: otto per le donne e altrettante per gli uomini in tre differenti località.
Vincitori dei trofei, conferiti agli atleti classificatisi per primi nel circuito, sono stati la statunitense Anne O'Shea nel singolo femminile e il francese Grégory Saint-Géniès in quello maschile.

## Calendario
| Località    | Data                        | Donne | Uomini |
| ----------- | --------------------------- | ----- | ------ |
| Park City   | 31 ottobre–1º novembre 2008 | ●●    | ●●     |
| Calgary     | 7–8 novembre 2008           | ●●    | ●●     |
| Lake Placid | 21–22 novembre 2008         | ●●    | ●●     |
| Lake Placid | 2–3 aprile 2009             | ●●    | ●●     |
| Totale      | Totale                      | 8     | 8      |

## Risultati

### Donne
| Data             | Località    | Prime classificate              | Seconde classificate            | Terze classificate                   |
| ---------------- | ----------- | ------------------------------- | ------------------------------- | ------------------------------------ |
| 31 ottobre 2008  | Park City   | Katie Uhlaender Stati Uniti     | Tionette Stoddard Nuova Zelanda | Courtney Yamada-Anderson Stati Uniti |
| 1º novembre 2008 | Park City   | Desiree Bjerke Norvegia         | Noelle Pikus-Pace Stati Uniti   | Keslie Tomlinson Stati Uniti         |
| 7 novembre 2008  | Calgary     | Rebecca Sorensen Stati Uniti    | Desiree Bjerke Norvegia         | Anne O'Shea Stati Uniti              |
| 8 novembre 2008  | Calgary     | Tionette Stoddard Nuova Zelanda | Desiree Bjerke Norvegia         | Anne O'Shea Stati Uniti              |
| 21 novembre 2008 | Lake Placid | Kerstin Szymkowiak Germania     | Anne O'Shea Stati Uniti         | Anja Huber Germania                  |
| 22 novembre 2008 | Lake Placid | Anja Huber Germania             | Anne O'Shea Stati Uniti         | Keslie Tomlinson Stati Uniti         |
| 2 aprile 2009    | Lake Placid | Anne O'Shea Stati Uniti         | Rebecca Sorensen Stati Uniti    | Tionette Stoddard Nuova Zelanda      |
| 3 aprile 2009    | Lake Placid | Tionette Stoddard Nuova Zelanda | Anne O'Shea Stati Uniti         | Rebecca Sorensen Stati Uniti         |

### Uomini
| Data             | Località    | Primi classificati        | Secondi classificati         | Terzi classificati           |
| ---------------- | ----------- | ------------------------- | ---------------------------- | ---------------------------- |
| 31 ottobre 2008  | Park City   | Zach Lund Stati Uniti     | Matthew Antoine Stati Uniti  | Caleb Smith Stati Uniti      |
| 1º novembre 2008 | Park City   | Eric Bernotas Stati Uniti | John Daly Stati Uniti        | Caleb Smith Stati Uniti      |
| 7 novembre 2008  | Calgary     | Kevin Ellis Stati Uniti   | Grégory Saint-Géniès Francia | Yuzuru Hanyuda Giappone      |
| 8 novembre 2008  | Calgary     | Kevin Ellis Stati Uniti   | Yuzuru Hanyuda Giappone      | Grégory Saint-Géniès Francia |
| 21 novembre 2008 | Lake Placid | Frank Rommel Germania     | Matthew Antoine Stati Uniti  | John Daly Stati Uniti        |
| 22 novembre 2008 | Lake Placid | Sandro Stielicke Germania | Matthew Antoine Stati Uniti  | Frank Rommel Germania        |
| 2 aprile 2009    | Lake Placid | Chris Burgess Stati Uniti | Luke Schulz Stati Uniti      | Grégory Saint-Géniès Francia |
| 3 aprile 2009    | Lake Placid | Luke Schulz Stati Uniti   | Chris Burgess Stati Uniti    | John Daly Stati Uniti        |

## Classifiche

### Donne
| Pos. | Atleta            | Nazione       | PKC-1 | PKC-2 | CAL-1 | CAL-2 | LAK-1 | LAK-2 | LAK-3 | LAK-4 | Punti |
| ---- | ----------------- | ------------- | ----- | ----- | ----- | ----- | ----- | ----- | ----- | ----- | ----- |
| 1    | Anne O'Shea       | Stati Uniti   | -     | 6     | 3     | 3     | 2     | 2     | 1     | 2     | 420   |
| 2    | Tionette Stoddard | Nuova Zelanda | 2     | 4     | 4     | 1     | -     | -     | 3     | 1     | 370   |
| 3    | Rebecca Sorensen  | Stati Uniti   | -     | 5     | 1     | 4     | 7     | 7     | 2     | 3     | 366   |
| 4    | Desiree Bjerke    | Norvegia      | 4     | 1     | 2     | 2     | -     | -     | -     | -     | 255   |
| 5    | Rindy Loucks      | Giamaica      | 14    | 16    | 10    | 10    | 17    | 16    | 11    | 9     | 210   |
| 6    | Amilia Wallace    | Australia     | 7     | 9     | 8     | 6     | 11    | 14    | -     | -     | 202   |
| 7    | Keslie Tomlinson  | Stati Uniti   | 5     | 3     | -     | -     | 5     | 3     | -1    | -     | 200   |
| 8    | Katharine Eustace | Nuova Zelanda | 9     | 8     | 7     | 9     | 13    | 12    | -     | -     | 196   |
| 9    | Jaclyn LaBerge    | Canada        | 8     | 11    | -     | 7     | -     | -     | 5     | 6     | 189   |
| 10   | Nozomi Komuro     | Giappone      | -     | -     | 5     | 5     | 6     | 5     | -     | -     | 175   |

### Uomini
| Pos. | Atleta               | Nazione       | PKC-1 | PKC-2 | CAL-1 | CAL-2 | LAK-1 | LAK-2 | LAK-3 | LAK-4 | Punti |
| ---- | -------------------- | ------------- | ----- | ----- | ----- | ----- | ----- | ----- | ----- | ----- | ----- |
| 1    | Grégory Saint-Géniès | Francia       | 5     | 4     | 2     | 3     | 5     | 4     | 3     | 5     | 410   |
| 2    | Luke Schulz          | Stati Uniti   | -     | -     | 6     | 4     | 8     | 5     | 2     | 1     | 311   |
| 3    | Yuzuru Hanyuda       | Giappone      | 6     | 6     | 3     | 2     | 11    | 12    | -     | -     | 258   |
| 4    | Cho In-ho            | Corea del Sud | 12    | 13    | 14    | 13    | 14    | 11    | 6     | 6     | 238   |
| 5    | Tatsuro Matsubara    | Giappone      | 10    | 10    | 15    | 10    | 15    | 18    | 12    | 11    | 214   |
| 6    | Hiroshi Andoh        | Giappone      | 14    | 12    | 10    | 6     | 20    | 24    | 7     | 10    | 213   |
| 7    | John Daly            | Stati Uniti   | -     | 2     | -     | -     | 3     | 8     | -     | 3     | 211   |
| 8    | Hiroatsu Takahashi   | Giappone      | 9     | 7     | 6     | 8     | 10    | 13    | -     | -     | 206   |
| 9    | Kevin Ellis          | Stati Uniti   | -     | -     | 1     | 1     | -     | -     | 4     | -     | 200   |
| 10   | Matthew Antoine      | Stati Uniti   | 2     | -     | -     | -     | 2     | 2     | -     | -     | 195   |